# Eparchie Hosur
Die Eparchie Hosur ist eine in Indien gelegene Eparchie der der mit der römisch-katholischen Kirche unierten syro-malabarischen Kirche mit Sitz in Hosur, Distrikt Krishnagiri, Tamil Nadu.

## Geschichte
Die Eparchie Hosur wurde am 10. Oktober 2017 durch Papst Franziskus errichtet. Erster Bischof wurde Sebastian Pozholiparampil.
Die Eparchie Hosur umfasst lediglich die im nördlichen Teil des Bundesstaates Tamil Nadu lebenden syro-malabarischen Katholiken.